# Willi Peiter
Willi Peiter (né le 22 janvier 1917 à Diez et mort le 26 juillet 1989 à Bad Krozingen) est un homme politique allemand (SPD). 

## Biographie
Après avoir étudié à l'école primaire, Peiter suit un apprentissage commercial de 1931 à 1934, puis travaille comme homme d'affaires à Bielefeld et Giessen. Il travaille au Service du travail du Reich depuis 1938 et est ensuite enrôlé dans la Wehrmacht. De 1939 à 1945, il participe à la Seconde Guerre mondiale en tant que soldat et est finalement capturé par les Britanniques. Il est ensuite transféré en captivité aux États-Unis. 
Après sa libération, Peiter travaille comme employé administratif à la ville de Diez depuis septembre 1945. Plus récemment, il est promu inspecteur municipal.

## Parti politique
Peiter rejoint le SPD en 1946 et est ensuite élu président des sociaux-démocrates à Diez. 

## Parlementaire
Peiter est au conseil d'arrondissement et est membre du Landtag de Rhénanie-Palatinat de mai à octobre 1967. Il est député du Bundestag du 22 février 1962, date à laquelle il succède à Adolf Ludwig, décédé en 1965, et à partir du 19 septembre 1967, date à laquelle il succède à Franz Stein, décédé en 1980. Au cours de toutes les périodes électorales, à l'exception de la septième (1972-1976), où il représente la circonscription de Montabaur, il est élu au Bundestag via la liste d'État.

## Mandats publics
Peiter est maire de Diez de 1985 jusqu'à sa mort. 

## Contact avec la HVA de la RDA
Helmut Müller-Enbergs mentionne dans les Fichiers Rosenholz (de), Eine Quellenkritik (2007) que Peiter est l'un des "au moins dix" députés qui ont été en contact direct avec le ministère de la Sécurité d'État de la RDA de 1969 à 1972. Ce dernier aurait travaillé en tant que collaborateur officieux sous le nom de code "Cuir" pour la Hauptverwaltung Aufklärung Le BStU détermine en 2013 que "cela ne pouvait pas être déterminé uniquement sur la base des documents disponibles" .